# 白腹樹袋鼠
白腹樹袋鼠(學名 : Dendrolagus mbaiso)，是印度尼西亞新幾內亞巴布亞省的特有種樹袋鼠。俗名丁吉叟(Dingiso)，來自摩尼語 （页面存档备份，存于）對該物種的稱呼；種小名mbaiso同樣來自摩尼語，意為「聖獸」。

## 發現
該物種由澳洲博物館動物學家提姆‧富蘭納瑞 （页面存档备份，存于）、印度尼西亞動物學家Boeadi和澳洲人類學家Alexandra Szalay於1995年首次對外公開。

## 特徵
白腹樹袋鼠腹部皮毛呈白色，頭部、背部與四肢的皮毛則呈黑色。與其他樹袋鼠不同，它在樹上活動的時間不多。

## 保育
當地土著摩尼人 （页面存档备份，存于）將白腹樹袋鼠視為祖靈的化身，禁止捕獵並加以保護。國際自然保護聯盟瀕危物種紅色名錄將其列為瀕危物種。
1. ↑  Leary T, Seri L, Wright D, Hamilton S, Helgen K, Singadan R, Menzies J, Allison A, James R, Dickman C, Aplin K, Flannery T, Martin R & Salas L. . The IUCN Red List of Threatened Species 2008.   [2008-10-15]. Listed as Critically Endangered (CR A2cd v3.1)
2. 1 2  趙丕慧(譯)，《我在怪怪島的日子》(原作:Tim Flannery （页面存档备份，存于）)(台北 : 皇冠，2002)。
3. ↑  Flannery, T. F., Boeadi, and A. L. Szalay. (1995). "A new tree-kangaroo (Dendrolagus: Marsupialia) from Irian Jaya, Indonesia, with notes on ethnography and the evolution of tree-kangaroos." Mammalia 59:1 65-84.